# Dick van Altena
Dick van Altena (Oosterhout, 1957) is een Nederlandse zanger, gitarist en songwriter. Van Altena componeert van countrysong tot kinderliedje en was daarnaast tussen 1977 en 2005 betrokken bij countrygroep Major Dundee.
Een album van Kris Kristofferson zorgde bij Van Altena voor een hele reeks aan zelf geschreven liedjes. Zo is hij verantwoordelijk voor vele nummers van Henk Wijngaard (Hé Suzie, oorspronkelijk geschreven voor Arne Jansen), Mooi Wark en Toni Willé van Pussycat. Zijn nummer It turned out to be you uit 1990 is nog vele malen gecoverd. Tussen zijn werk met Major Dundee door heeft hij drie solo-albums gemaakt. Van Altena leeft van de royalty's en van zijn optredens als singer-songwriter. In 2014 zocht Johan Derksen hem op voor zijn muzikale roadtrip, de RTL-serie Derksen on the Road. Van Altena is 7 oktober 2017 geridderd in de orde van Oranje Nassau voor zijn verdiensten in de muziek.  